# Bulbophyllum fallax
Bulbophyllum fallax là một loài phong lan thuộc chi Bulbophyllum.